# Huguette Delavault
Huguette Delavault (Andilly, 15 gennaio 1924 – Parigi, 2 aprile 2003) è stata una matematica e attivista francese specializzata in fisica matematica.

## Biografia
Delavault è nata il 15 gennaio 1924 ad Andilly, Charente-Maritime; suoi genitori erano entrambi insegnanti. Ha studiato in una scuola per insegnanti, l'École normale d'instituteurs di La Rochelle, in Francia, dal 1940 al 1943, per poi diventare studentessa all'École normale supérieure de Fontenay-aux-Roses dal 1946 al 1949. Dopo aver interrotto gli studi per motivi di salute,  nel 1952 ha superato l'agrégation in matematica.

## Carriera
Delavault è diventata ricercatrice al CNRS dal 1952 al 1958, mentre conseguiva un dottorato in matematica nel 1957 presso l'Università di Parigi sotto la supervisione di Henri Villat ; la sua tesi ha applicato la trasformata di Laplace e la trasformata di Hankel all'equazione del calore e alle equazioni di Maxwell, usando coordinate cilindriche. Divenuta ricercatrice presso l'Università di Rennes nel 1958, è stata promossa a professoressa nel 1962 e vi è rimasta fino al 1970, quando è diventata professoressa all'École nationale supérieure d'ingénieurs de Caen.  Si è ritirata nel 1984.
Delavault è morta il 2 aprile 2003.

## Attivismo
Dal 1976 in poi Delavault è stata un'attivista di spicco per le cause femministe, inclusa la divulgazione della scienza e della matematica tra le donne e l'offerta di pari opportunità sia nell'accademia che nel settore pubblico. È stata vicedirettore dell'École normale supérieure de Fontenay-aux-Roses dal 1976 al 1980 ed è stata due volte presidente dell'Association française des femmes diplômées des universités (l'associazione francese delle donne universitarie).

## Opere
- Application de la transformation de Laplace et de la transformation de Hankel à la détermination de solutions de l'équation de la chaleur et des équations de Maxwell en coordonnées cylindriques (préface de Henri Villat), Service de documentation et d'information technique de l'aéronautique, collana «Publications scientifiques et techniques du ministère de l'Air. Notes techniques», n° 71, Parigi, 1957, VIII, 100 pagine
- Les transformations intégrales à plusieurs variables et leurs applications, Gauthier-Villars, ana «Mémorial des sciences mathématiques», n° 148, Parigi, 1961, 95 p.